# Franco Alfano (compositore)
Franco Alfano (Napoli, 8 marzo 1875 – Sanremo, 27 ottobre 1954) è stato un compositore italiano.
Può essere considerato come uno degli ultimi rappresentanti della scuola verista italiana ed ebbe i suoi maggiori successi in campo teatrale, dove attenuò progressivamente l'enfasi verista per giungere a composizioni più meditate e complesse.
La sua opera di maggior successo è Risurrezione, del 1904 che prende spunto dall'omonimo romanzo di Lev Tolstoj.
Il suo nome è tra l'altro legato al completamento, nel 1925-1926, dell'opera Turandot, rimasta incompiuta alla morte di Puccini.

## Biografia

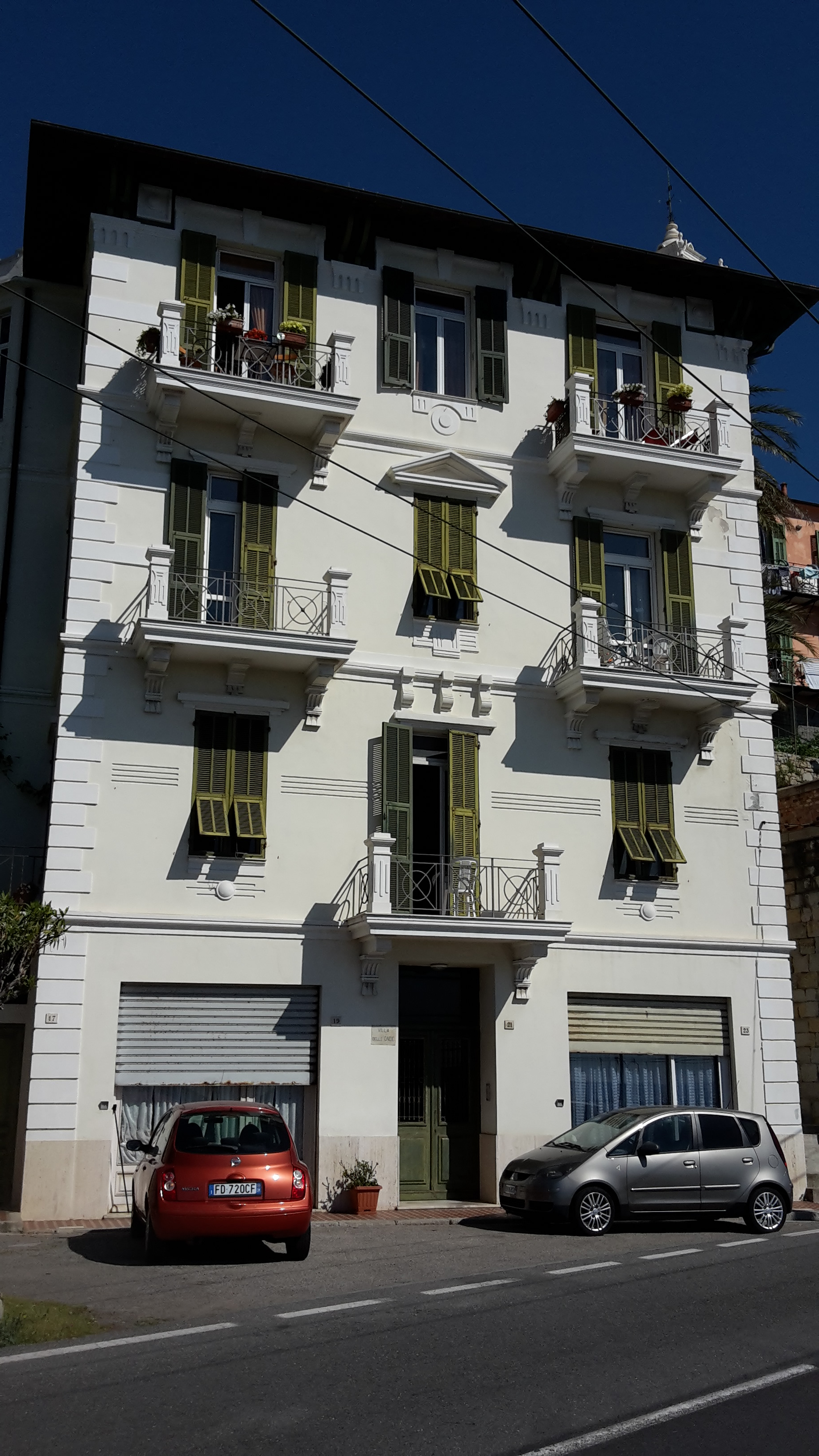
Villa delle Onde
Bordighera

Studiò pianoforte a Napoli con Alessandro Longo, quindi frequentò il Conservatorio di San Pietro a Majella dove ebbe come insegnante di armonia Camillo De Nardis (1857-1951) e di composizione Paolo Serrao (1863-1907).
Si trasferì a Lipsia nel 1895 dove studiò con Hans Sitt e Salomon Jadassohn, a Berlino nel 1896 dove iniziò la carriera di pianista e compose la sua prima opera, Miranda. La Fonte di Enschir, sua seconda opera composta nel 1898, fu accolta freddamente a Breslavia.
Andò quindi a Parigi dove compose per le Folies Bergère i balletti Napoli e Lorenza che saranno rappresentati con successo l'anno successivo.
Il 30 novembre 1904 venne rappresentata al teatro Vittorio Emanuele di Torino la sua prima opera importante, Risurrezione, scritta alcuni anni prima quando si trovava a Mosca. Quest'opera di taglio verista dà fama internazionale al compositore, e verrà rappresentata con grande successo a Berlino, Bruxelles, Madrid, Parigi e fuori Europa, tanto da arrivare alle 1 000 rappresentazioni verso il 1950. Proprio quest'opera fece catalogare il compositore come verista.
Tuttavia lo stile di Alfano si stava evolvendo sotto l'influenza delle moderne correnti europee e la stessa opera italiana stava acquisendo nuovi timbri sotto l'influsso di Debussy, Nikolaj Rimskij-Korsakov e Richard Strauss.

Franco Alfano con il suo cane e i due gatti siamesi.

Tornato in Italia nel 1914 viaggiò molto e soggiornò in varie città. Nel 1926 soggiornò a Bordighera nella Villa delle Onde dove compose l'opera Madonna Imperia. Forse fu in quel periodo che scoprì il romanzo di Giovanni Ruffini Il Dottor Antonio che musicò nel 1953 su libretto di Mario Ghisalberti.
Morì il 27 ottobre 1954 a Sanremo. Alcuni suoi cimeli e il pianoforte Steinway sono conservati a Sanremo, presso l'abitazione che fu dell'amico fraterno Giuseppe "Pipin" Ferrari, per lascito testamentario della figlia adottiva Nina Alfano. Il Comune di Sanremo ha dedicato a Franco Alfano l'auditorium all'aperto posto nei Giardini Marsaglia.
Compose inoltre L'ombra di Don Giovanni (1913, rifatta nel 1941 col titolo Don Juan de Manara), La leggenda di Sakùntala (1921, ristrumentata nel 1952), suo capolavoro, e Cyrano de Bergerac (1936).

## Incarichi professionali e il finale incompiuto di Turandot
Franco Alfano rivestì prestigiosi incarichi tra i quali ricordiamo l'insegnamento al Liceo di Bologna, nel 1918 la direzione del Conservatorio di Bologna e dal 1923 la direzione del conservatorio "Giuseppe Verdi" di Torino che mantenne sino al 1939. In quegli anni fece dei lunghi soggiorni a Bordighera, dove nel 1926 lavorò alla sua opera "Madonna Imperia", e a Sanremo.
Nel 1940 divenne sovraintendente al Teatro Massimo di Palermo, incarico che mantenne per due anni. Infine fu direttore tra il 1942 e il 1947 dell'Opera all'Accademia nazionale di Santa Cecilia in Roma e tra il 1947 e il 1950 al Conservatorio Rossini di Pesaro.
Nonostante abbia scritto e completato dodici opere (due sono rimaste incompiute), Alfano deve oggi la sua fama, come già ricordato, soprattutto al completamento della Turandot, sulla base degli appunti di Puccini. La scelta di far completare l'opera cadde su Alfano e fu dovuta a Arturo Toscanini ed all'editore Ricordi sulla base delle affinità che l'opera La Leggenda di Sakùntala aveva con il finale incompiuto di Turandot.

## Alfano e la Massoneria
Franco Alfano fu membro di una Loggia di Napoli all'Obbedienza del Grande Oriente d'Italia e della Loggia "Giuseppe Mazzini" di Sanremo.
Fu anche membro del Rito scozzese antico ed accettato di cui raggiunse il 33º e ultimo grado.

## Considerazioni sull'artista
Compositore attento alle novità musicali europee (Debussy e gli impressionisti francesi, Ravel, Strauss, Puccini), nelle sue opere dimostrò di avere ottime capacità di orchestrazione e inventività melodica fluente, qualità riconoscibili nelle sue opere più importanti, cioè Risurrezione, in cui si riflettevano la poetica e il carattere musicale del teatro "verista" e La leggenda di Sakuntala, il suo capolavoro, caratterizzato da una strumentazione scintillante ed estremamente raffinata, che avvolge in modo suggestivo un libretto di grande qualità poetica (aspetto, questo, che si ritrova in tutta la sua produzione operistica); tuttavia anche le opere meno conosciute hanno una certa importanza, perlomeno per la cura della veste strumentale, gli impasti coloristici e timbrici e la larga cantabilità.
Interessante è poi la sua produzione strumentale (in particolare, 2 sinfonie) e vocale, aggiornata sugli esempi europei a lui contemporanei, ma al contempo di impronta originale e personale: vi si riscontra la delicata poesia musicale che caratterizzava la sua opera maggiore.

## Composizioni

### Opere
- Miranda, 2 atti, libretto proprio (da Fogazzaro), composta nel 1896 ma non rappresentata
- La fonte di Enschir, opera seria in 2 atti, libretto di Luigi Illica, Breslavia, Stadttheater, 8 novembre 1898
- Risurrezione, dramma lirico in 4 atti, libretto di Cesare Hanau e Camillo Antona Traversi (da Resurrezione di Tolstoj), Torino, Teatro Vittorio Emanuele, 30 novembre 1904
- Il principe Zilah, dramma lirico in 1 prologo, 2 atti e 1 epilogo, libretto di Luigi Illica (da Jules Claretie), Genova, Teatro Carlo Felice, 3 febbraio 1909 diretta da Ettore Panizza con Angelo Masini
- I cavalieri e la bella, 3 atti, libretto di Giuseppe Adami e Tomaso Monicelli, 1910, incompiuta
- L'ombra di Don Giovanni, dramma lirico in 3 atti, libretto di Ettore Moschino, Milano, Teatro alla Scala, 2 aprile 1914 diretta da Tullio Serafin con Tina Poli-Randaccio ed Amleto Barbieri
  - Nuova versione: Don Juan de Manara, Firenze, Teatro Comunale, 12 giugno 1941
- La leggenda di Sakùntala, 3 atti, libretto proprio (da Abhijñānaśākuntalam di Kālidāsa), Bologna, Teatro Comunale, 10 dicembre 1921
  - Nuova versione: Sakùntala, Roma, Teatro dell'Opera, 9 gennaio 1952 (Alfano scrisse questa nuova versione a causa della perdita della partitura durante la seconda guerra mondiale)
- Madonna Imperia, commedia musicale in 1 atto, libretto di Arturo Rossato (da La Belle Imperia di Balzac), Torino, Teatro di Torino, 15 maggio 1927
- L'ultimo Lord, opera semiseria in 3 atti, libretto di Ugo Falena e Arturo Rossato (da Il piccolo Lord di Frances Hodgson Burnett), Napoli, Teatro San Carlo, 19 aprile 1930 diretta da Franco Capuana con Mafalda Favero, Aureliano Pertile e Riccardo Stracciari
- Cyrano de Bergerac, commedia eroica in 4 atti, libretto in francese di Henri Caïn (da Rostand) e traduzione italiana di Cesare Meano e Filippo Brusa, Roma, Teatro dell'Opera, 22 gennaio 1936
- Il dottor Antonio, opera lirica in 3 atti, libretto di Mario Ghisalberti (da Dottor Antonio di Giovanni Ruffini), Roma, Teatro dell'Opera, 30 aprile 1949
- Vesuvius, opera radiofonica, libretto di Vittorio Viviani, trasmessa dalla RAI il 13 novembre 1950

### Musica orchestrale
- Suite romantica, 1909
- Sinfonia n. 1, 1910
  - Nel 1953 venne riveduta e riproposta con il titolo Sinfonia classica
- Danza e finale di Sakùntala, 1923
- Himno al libertador Simón Bolívar, per coro e orchestra, 1930
- Hic est illa Neapolis, tre pezzi orchestrali, 1932
- Sinfonia n. 2, 1933
- Sinfonia breve, 1934
- Divertimento per orchestra da camera e pianoforte obbligato, 1936
- Vesuvius, poema sinfonico, 1946
- Danza per orchestra, 1948

### Balletti
- Napoli, Parigi, Folies Bergère, 1900
- Lorenza, Parigi, Folies Bergère, 1901
- Eliana, azione mimica in quattro parti di Romualdo Pantini sulla musica della Suite romantica, Roma, 1923
- Vesuvio, con libretto di Vittorio Viviani sulla musica di Hic est illa Neapolis, Sanremo, 1933

### Musica da camera
- Quatre morceaux per pianoforte, 1898
- Quatre danses napolitaines per pianoforte, 1899
- Quatre pièces per pianoforte, 1899
- Quatre danses roumaines per pianoforte, 1899
- Deux pièces per pianoforte, 1900
- Cinq danses de Cléo de Mérode per pianoforte, tratte dal balletto Lorenza, 1902
- Nostalgia per pianoforte, 1918
- Quartetto n. 1, 1918
- Sonata per violino e pianoforte in Re, 1923; revisione del 1933
- Sonata per violoncello e pianoforte, 1925
- Quartetto n. 2, 1926
- Concerto per trio d'archi, 1929
- Pax, per organo o pianoforte, 1929
- Quintetto con pianoforte, 1936
- Giorno per giorno per violoncello e pianoforte, 1941; arrangiamento del n..3 di Tre Liriche di Tagore del 1928
- Quartetto n. 3, 1943
- Nenia per fisarmonica, 1951

### Musica vocale
- Cinq mélodies, 1896
- Deux mélodies, 1900
- Felicità, su testo di Francesco Pastonchi, 1914
- Tre poemi di Tagore, 1918
- Sei liriche, su testi di autori diversi, 1919-1922
- Tre liriche di Tagore, 1928
- Vocalise-étude, 1928
- Messaggio, su testo di Saffo, 1932
- Tre vocalizzi, 1933
- Gelosia, Segreto e Corsa, su testi di Tagore, 1935
- Antica ninnananna partenopea, 1935
- Nuove liriche tagoriane, 1936
- È giunto il nostro ultimo autunno, su testo di Miranda Bona, 1943
- Cinque nuove liriche tagoriane, 1948
- Tre nuovi poemi, testi di Cesare Meano e Luigi Orsini, 1939

## Discografia
- Risurrezione - Dénia Mazzola Gavazzeni - Orchestre Nationale De Montpellier - Festival Radio France e Montpellier 2002

- Direttore Friedman Layer * Cyrano de Bergerac; William Johns, Olivia Stapp, Gianfranco Cecchele, Miti Truccato Pace, Ezio Di Cesare, Alfredo Giacomotti - Direttore: Maurizio Arena - Orchestra RAI di Torino - Live - 2 CD Opera d'Oro IOD (2004);
- Risurrezione; Magda Olivero, Giuseppe Gismondo, Nucci Condò, Anna Di Stasio - Direttore: Elio Boncompagni - Live - 2 CD Opera d'Oro IOD (2003);
- Sakùntala; Sakùntala: Celestina Casapietra – Il re: Michele Molese – Prijamvada: Laura Didier Gambardella – Anusuya: Adriana Baldiseri – Kanva: Aurio Tomicich – Durvasas: Ferruccio Mazzoli – Harita: Mario Rinaudo – Il giovane eremita: Ezio Di Cesare – Lo scudiero: Carlo Micheluzzi – Un pescatore: Vincenzo Tadeo – Una guardia: Alberto Caruzzi; Orchestra Sinfonica e Coro di Roma della Rai,direttore: Ottavio Ziino Cd Tryphon TRC-9612;
- Liriche da Tagore; Duo Alterno: Tiziana Scandaletti, soprano - Riccardo Piacentini, pianoforte CD Nuova Era 7388 (Torino 2004).